# Sinclair C5

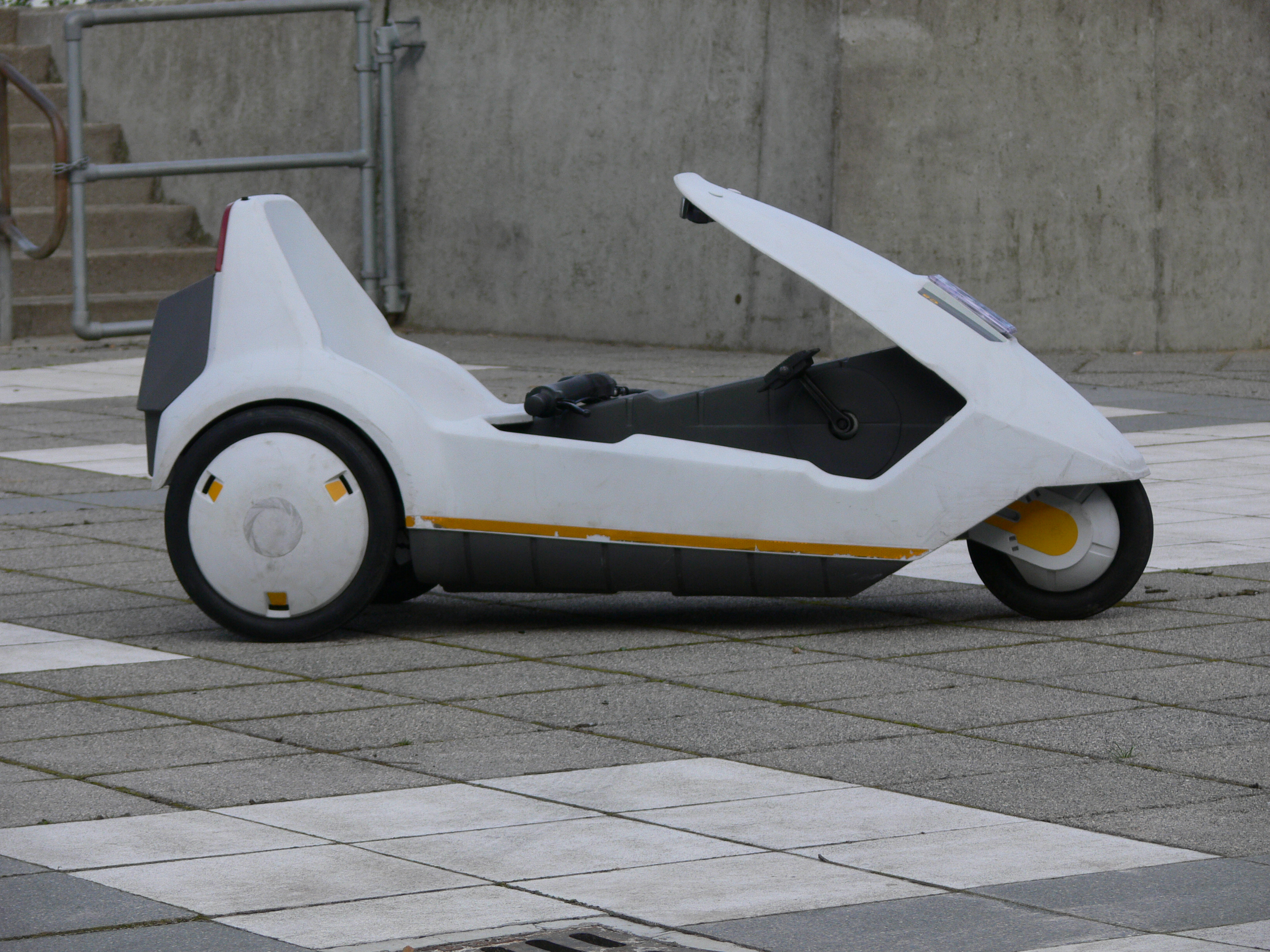
Sinclair C5.

El Sinclair C5 es un vehículo eléctrico lanzado por la compañía británica Sinclair Research en el año 1985. Su fracaso contribuyó al endeudamiento de la compañía y su precipitación a la quiebra.

## Desarrollo
Consistía en vehículo eléctrico, con únicamente espacio para el conductor. Se dijo que poseía un motor similar al de las lavadoras, lo que le daba muy poca potencia, algo que por otro lado no era demasiado importante ya que su objetivo principal era el circular por la ciudad.
Fue un vehículo pionero en el uso de la energía eléctrica. Este invento llevó a la compañía al borde de la quiebra debido a que no fue aprobado para circular por su reducida altura, que impedía que vehículos más grandes lo vieran.

## Repercusión
Aparece en el clásico juego de Monty on the Run, pero con la salvedad de que puede saltar para evitar las secciones de la carretera en mal estado.